# Psychomyia anakdelapan
Psychomyia anakdelapan är en nattsländeart som beskrevs av Malicky 1995. Psychomyia anakdelapan ingår i släktet Psychomyia och familjen tunnelnattsländor. Inga underarter finns listade i Catalogue of Life.